# Casimir Zagourski
Casimir Ostoja Zagourski (på polska Kazimierz Zagórski), född 9 augusti 1883, död 10 januari 1944, var en polsk fotograf som var verksam i Centralafrika.

## Biografi
Zagourski föddes i Zhytomyr, dagens Ukraina, och kom från den polska adelssläkten Ostoja. Han tjänstgjorde i det kejserliga ryska flygvapnet fram till 1917 där han blev överste, Under 1920 tjänstgjorde han i den polska armén.
Han emigrerade från Europa 1924 och bosatte sig i Léopoldville, dåvarande Belgiska Kongo, där han öppnade en fotoateljé. Under åren 1929-1937 reste han genomförde han flera expeditioner i Centralafrika för att fotografera "utdöende" afrikanska folk och traditioner. Framför allt genomfördes dessa resor under åren 1929, 1932, 1935 och 1937.
Han är framför allt känd för sina fotoalbum och en vykortsserie som lanserades under titeln L'Afrique qui disparaît!.
Han dog i Léopoldville 1944.